# Västervattnet, Ångermanland
Västervattnet är en sjö i Örnsköldsviks kommun i Ångermanland och ingår i Moälvens huvudavrinningsområde. Sjön är 12 meter djup, har en yta på 0,163 kvadratkilometer och befinner sig 379 meter över havet. Sjön avvattnas av vattendraget Märabäcken som mynnar i Frättsjön.
Enligt Rödvattnets FVOF (FiskvattensOmrådesFörening) finns det öring och röding i sjön samt öring och bäckröding i Märabäcken.

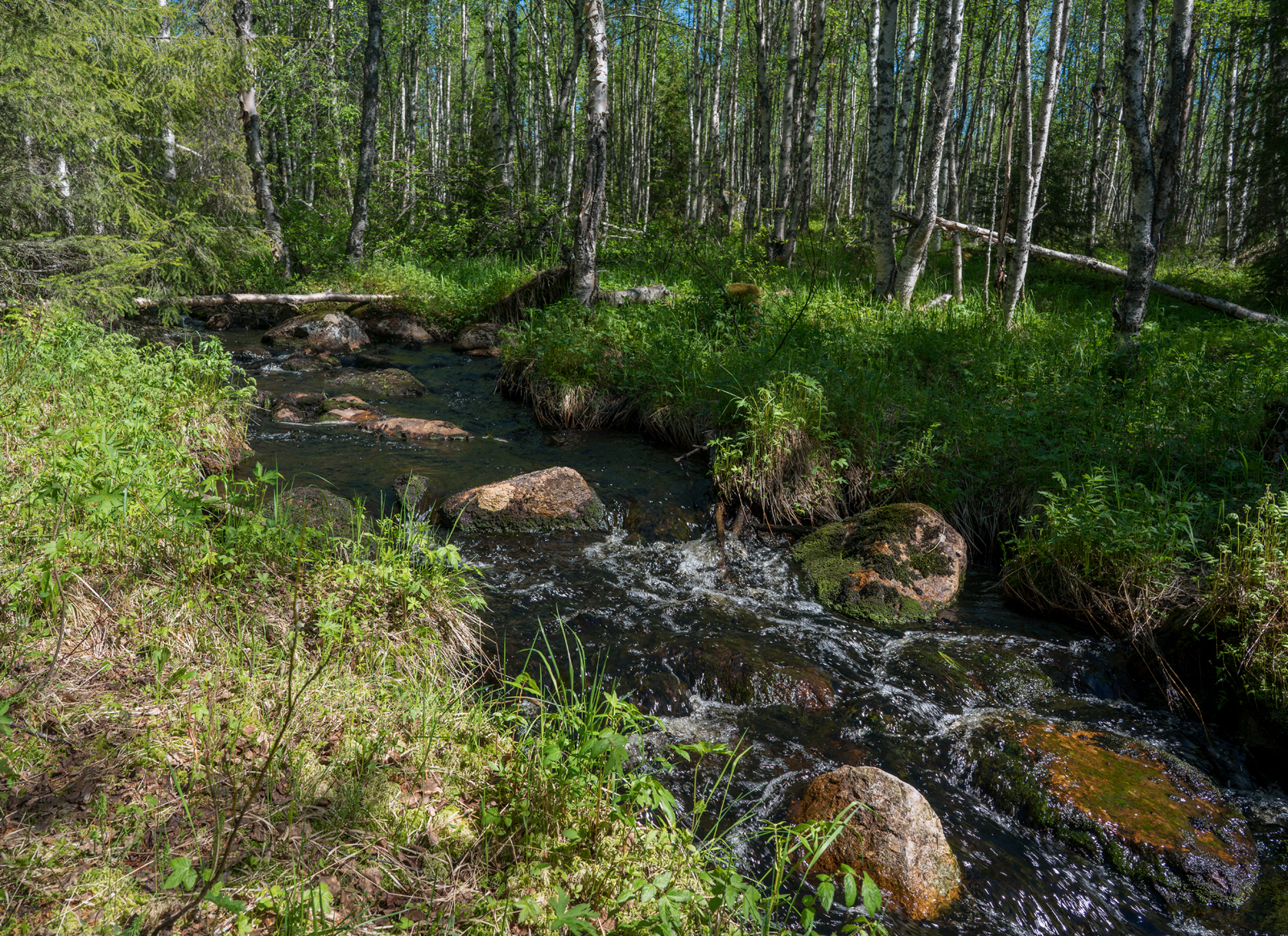
Märabäcken avvattnar Västervattnet och mynnar i Frättsjön.

## Delavrinningsområde
Västervattnet ingår i det delavrinningsområde (707818-160528) som SMHI kallar för Inloppet i Frättsjön. Medelhöjden är 434 meter över havet och ytan är 7,84 kvadratkilometer. Det finns inga avrinningsområden uppströms utan avrinningsområdet är högsta punkten. Knäsjöbäcken avvattnar avrinningsområdet och vattnet fortsätter därefter genom Utterån och Moälven innan det når havet efter 84 kilometer. Avrinningsområdet består mestadels av skog (94 procent). Avrinningsområdet har 0,16 kvadratkilometer vattenytor vilket ger det en sjöprocent på 2,1 procent.